# Легге, Барнвелл
Барнвелл Ретт Легге (англ. Barnwell Rhett Legge; 9 июля 1891 — 7 июня 1949) — бригадный генерал Армии США, кавалер множества наград, американских и иностранных (в том числе ордена Британской Империи и Почётного легиона). Герой Первой мировой войны, во время Второй мировой служил военным атташе в нейтральной Швейцарии и занимался помощью американским военнопленным (по другим данным — побегами военнопленных).

## Биография

### Ранние годы
Родился в Южной Каролине. В 1911 окончил военный колледж «Цитадель» там же. Изучал право в Университете Южной Каролины.

### Первая мировая война
С началом Первой мировой войны, был в подчинении у Теодора Рузвельта младшего. В своей книге «Average Americans» тот очень благоприятно о нём отзывался. Участвовал в Битве при Суасоне (Battle of Soissons (1918)). Получил четыре Серебряные звезды. Во время Мёз-Аргоннского наступления лично возглавил атаку на хорошо укреплённые позиции противника. За героизм получил крест «За выдающиеся заслуги».
Другими наградами Легге за службу во время Первой мировой стали американская Медаль «За выдающуюся службу» (Армия США) и французский Военный крест 1914—1918 годов с пальмовой ветвью.

### Межвоенный период
После окончания Первой мировой войны Легге служил на различных должностях, в 1936-1939 - в Канзасе (Форт Ливенворт).

### Вторая мировая война
Будучи атташе в Швейцарии, Легге оказался в сложном положении. Он занимался мониторингом условий содержания американских военных (в первую очередь пилотов), которые оказались в стране из-за военных действий в Европе и были интернированы швейцарскими властями. Деятельность Легге вызвала одобрение одних историков и критику других.

### Послевоенные годы
В 1948 генерал вышел в отставку из-за проблем со здоровьем. 7 июня 1949 он скончался в Вашингтоне, округ Колумбия. Вместе с женой похоронен на Арлингтонском военном кладбище.